# Centris singularis
Centris singularis là một loài Hymenoptera trong họ Apidae. Loài này được Ducke mô tả khoa học năm 1904.